# Disturbios en Irlanda del Norte de 2021
Los disturbios en Irlanda del Norte de 2021 comenzaron en áreas lealistas de Waterside, Derry, el 30 de marzo. Después de cuatro noches de disturbios en Derry, estos se extendieron el 2 de abril al sur de Belfast, donde una protesta lealista se convirtió en un motín que involucró barras de hierro, ladrillos, mampostería y bombas de gasolina.
Ell 3 de abril en Newtownabbey robaron e incendiaron automóviles y también se utilizaron bombas de gasolina contra la policía. Carrickfergus, en el sur del condado de Antrim, también vio graves disturbios civiles la noche del 4 de abril y la mañana del 5 de abril, donde los lealistas crearon barricadas para mantener a la policía fuera de las propiedades locales y arrojaron bombas de gasolina a los vehículos policiales.

## Antecedentes

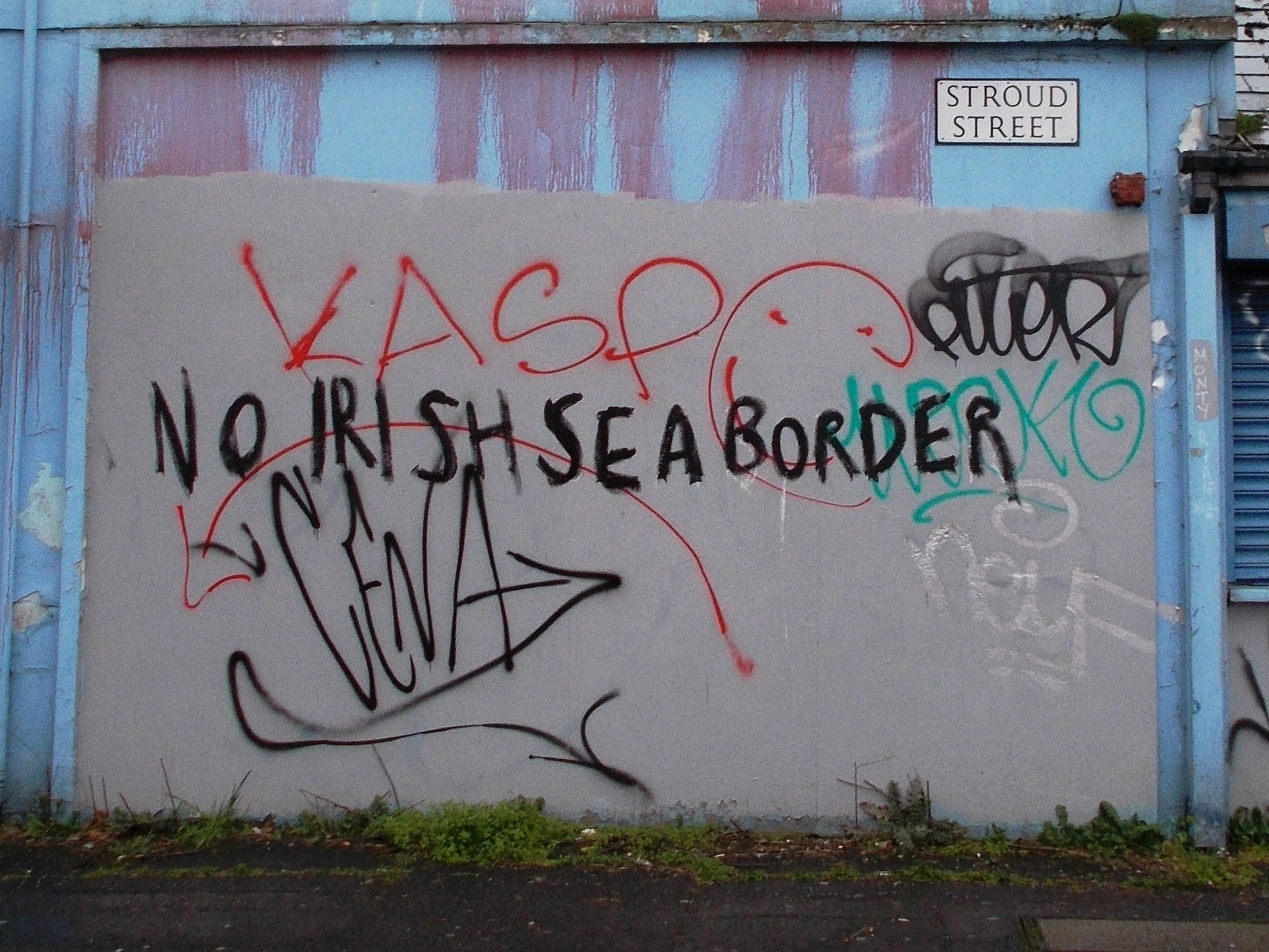
Grafiti en Belfast frente a una "frontera del mar de Irlanda" (febrero de 2021).

Los disturbios ocurrieron en un contexto de tensión dentro del lealismo en Irlanda del Norte. Lealistas y sindicalistas argumentaron que los acuerdos comerciales posteriores al Brexit han creado barreras entre Irlanda del Norte y el resto del Reino Unido. Las agrupaciones lealistas retiraron su apoyo al Acuerdo del Viernes Santo (que puso fin a The Troubles) hasta que se elimine la frontera marítima. Un trabajador en los nuevos puestos fronterizos en el predominantemente sindicalista Larne se vio obligado a reubicarse con su familia después de recibir una amenaza de muerte de un grupo paramilitar lealista no identificado.
Las tensiones también habían surgido a principios de semana después de que las autoridades decidieran no procesar a 24 políticos del Sinn Féin después de que asistieran al funeral del exjefe de inteligencia del IRA Bobby Storey, presuntamente violando las restricciones de COVID-19. Los principales partidos unionistas, incluida la primera ministra Arlene Foster, pidieron la dimisión de Simon Byrne, jefe de policía del Servicio de Policía de Irlanda del Norte (PSNI), alegando que había perdido la confianza de la comunidad. Foster había tuiteado "Resultado devastador para la confianza pública en la policía. Habrá consecuencias".
Otro factor es que el PSNI incautó drogas ilícitas de la UDA del sudeste de Antrim en varias ocasiones, lo que provocó un malestar especial hacia el PSNI.

## Disturbios

### Waterside, Derry
Los disturbios comenzaron en la finca unionista Tullyalley. Las bombas de gasolina y la mampostería fueron las principales armas utilizadas por los alborotadores allí y en el área predominantemente sindicalista de Rossdowny Road / Lincoln Court. Un asilo de ancianos en Nelson Drive fue atacado, lo que, según la policía, causó "miedo y angustia incalculables" a los residentes. Se prendió fuego a una excavadora y a paletas. El desorden continuó el 4 de abril, cuando niños de hasta doce años participaron en el ataque al PSNI con mampostería, bombas de gasolina y fuegos artificiales, y los equipos de bomberos también fueron atacados.
Doce agentes de la PSNI resultaron heridos, con lesiones en la cabeza, piernas o pies.
El 5 de abril, una banda de unos 20 jóvenes fue vista en el lugar de un automóvil en llamas en Sperrin Park.

### Sandy Row, Belfast

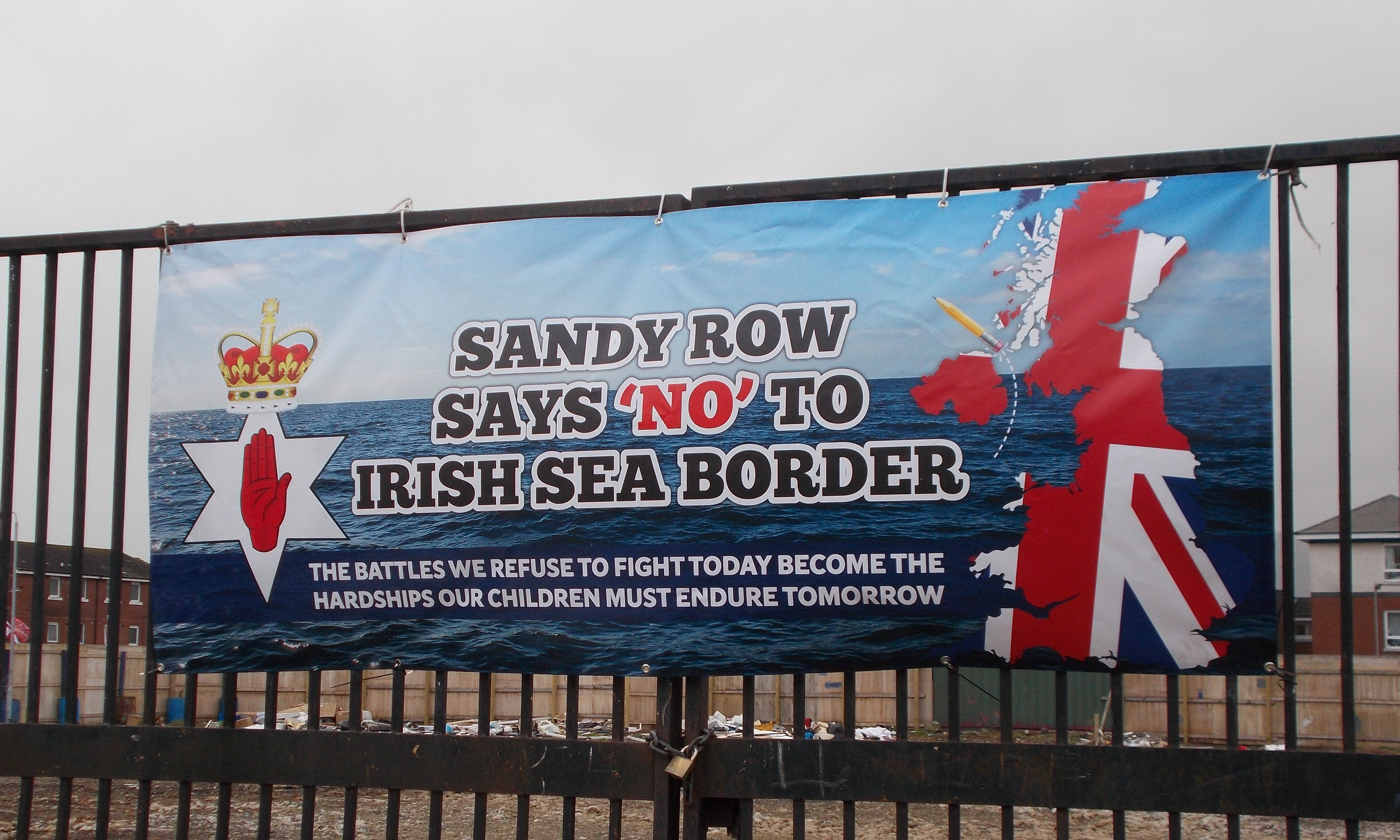
Manta colocada en Sandy Row (marzo de 2021).

Los disturbios estallaron en la zona de Sandy Row en el sur de Belfast el 2 de abril. Tras una protesta, estalló un motín y los lealistas del Úlster atacaron al PSNI con botellas, ladrillos, bombas de gasolina y fuegos artificiales. Fueron arrestadas ocho personas, incluido un niño de 13 años. El PSNI dijo que las edades de los detenidos oscilaban entre los 13 y los 25 años.

### Newtownabbey
Los disturbios estallaron en el área leal de O'Neill Road / Doagh Road de Newtownabbey durante la noche del 3 de abril. El PSNI dijo que se lanzaron 30 bombas de gasolina a la policía y que tres vehículos fueron secuestrados e incendiados durante los disturbios. Los disturbios menores se reanudaron el 4 de abril, aunque en menor medida que la noche anterior.

### Carrickfergus, condado de Antrim
La noche del 4 de abril, los lealistas del Úlster comenzaron a reunirse en el área de North Road de Carrickfergus, prendieron fuego a los contenedores y los dejaron al otro lado de la carretera. Cuando llegó la policía, los lealistas del Úlster utilizaron artículos como ladrillos y bombas de gasolina en un intento por herir a la policía y mantenerla fuera de las propiedades de Carrickfergus.
El 5 de abril, una multitud de jóvenes se reunió en la zona de North Road de la ciudad y encendió un fuego en medio de la carretera. Testigos dijeron que esporádicamente se lanzaron bombas de gasolina a la policía.

### Protestas no autorizadas
El 5 de abril, se llevaron a cabo desfiles no autorizados de lealistas, algunos con máscaras, en Portadown, Ballymena y Markethill. El PSNI está investigando estos desfiles porque, al parecer, no han sido notificados a la Comisión de Desfiles.

### Belfast
El 7 de abril, un autobús fue secuestrado por jóvenes lealistas e incendiado en el cruce de Lanark Way y Shankill Road en Belfast. Un fotógrafo del Belfast Telegraph fue agredido y sus cámaras dañadas. Los alborotadores a cada lado de la línea de paz lanzaron bombas de gasolina a través de ella.
El 8 de abril, los alborotadores se reunieron nuevamente en el oeste de Belfast, arrojando ladrillos, bombas de gasolina y proyectiles a la policía en la nacionalista Springfield Road. En respuesta, la policía desplegó cañones de agua por primera vez en seis años. El PSNI confirmó que 19 agentes y un perro policía resultaron heridos.
El 9 de abril, los líderes lealistas instaron a la comunidad a no participar en las protestas como muestra de respeto tras la muerte del príncipe Felipe, duque de Edimburgo, por lo que se cancelaron varias protestas planificadas. Sin embargo, la policía fue nuevamente atacada con piedras y botellas en el área de Tiger's Bay en el norte de Belfast y un automóvil fue incendiado. El PSNI confirmó que 14 agentes resultaron heridos.